# Jessore

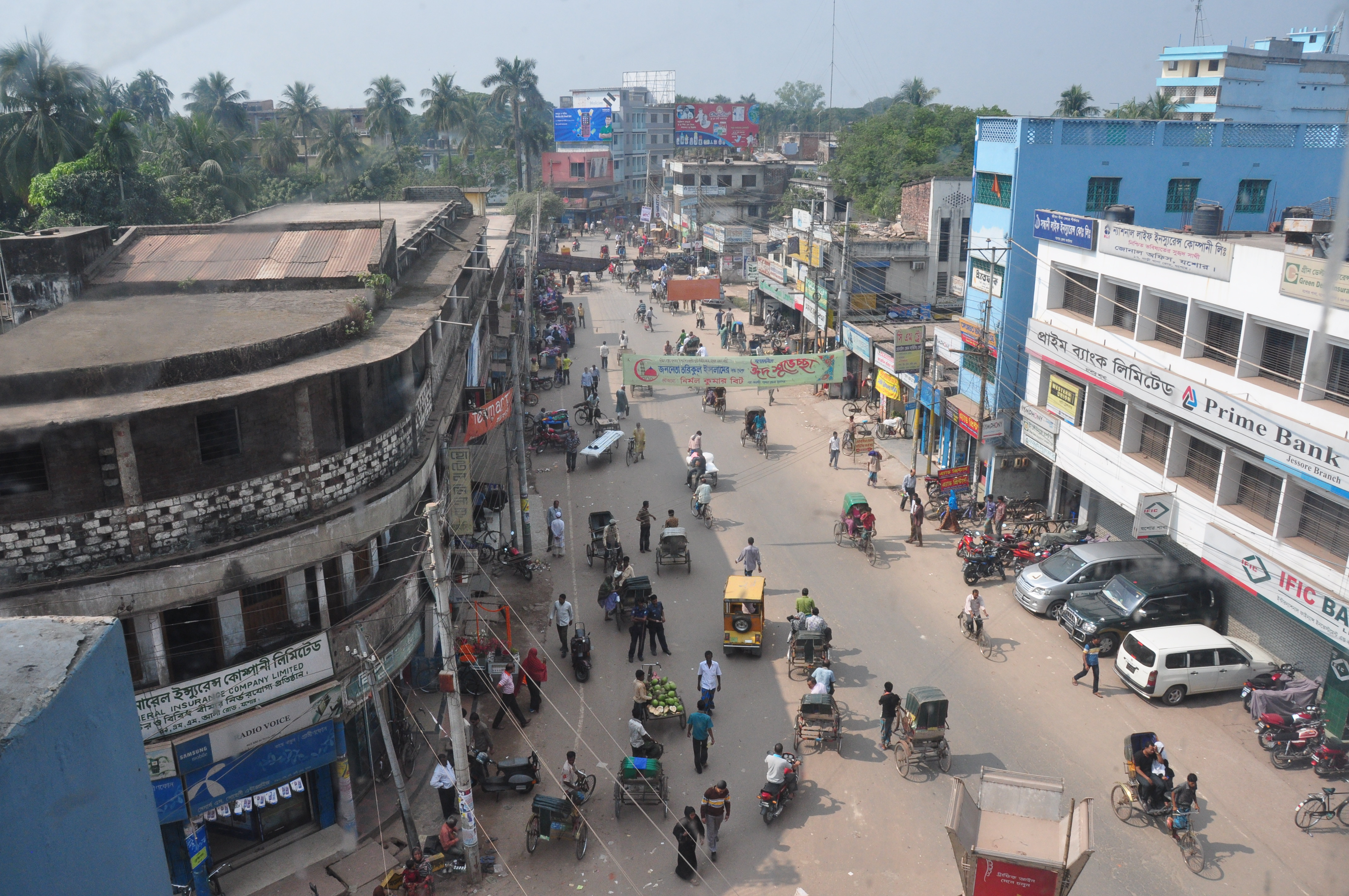
Centrala Jessore.

Jessore är en stad i västra Bangladesh och är belägen i provinsen Khulna, några mil öster om gränsen mot Indien. Staden hade 201 796 invånare vid folkräkningen 2011, med förorter 237 478 invånare. Stadens namn anses härröra från de bengaliska orden jasho och har, som betyder ungefär förlorad prakt. Jessore blev en egen kommun 1964.